# 西鉄シティホテル

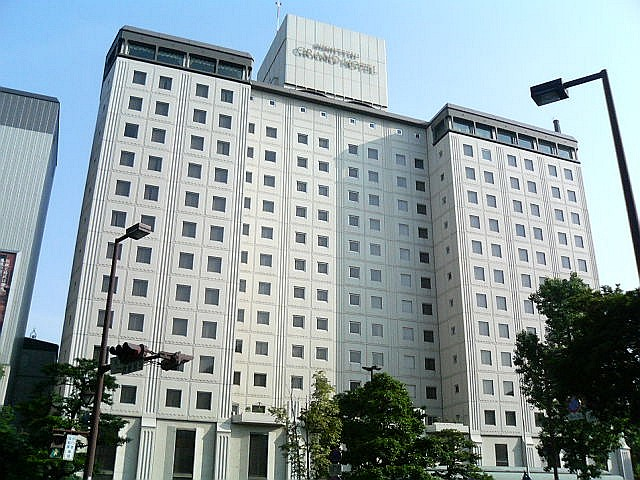
西鉄グランドホテル

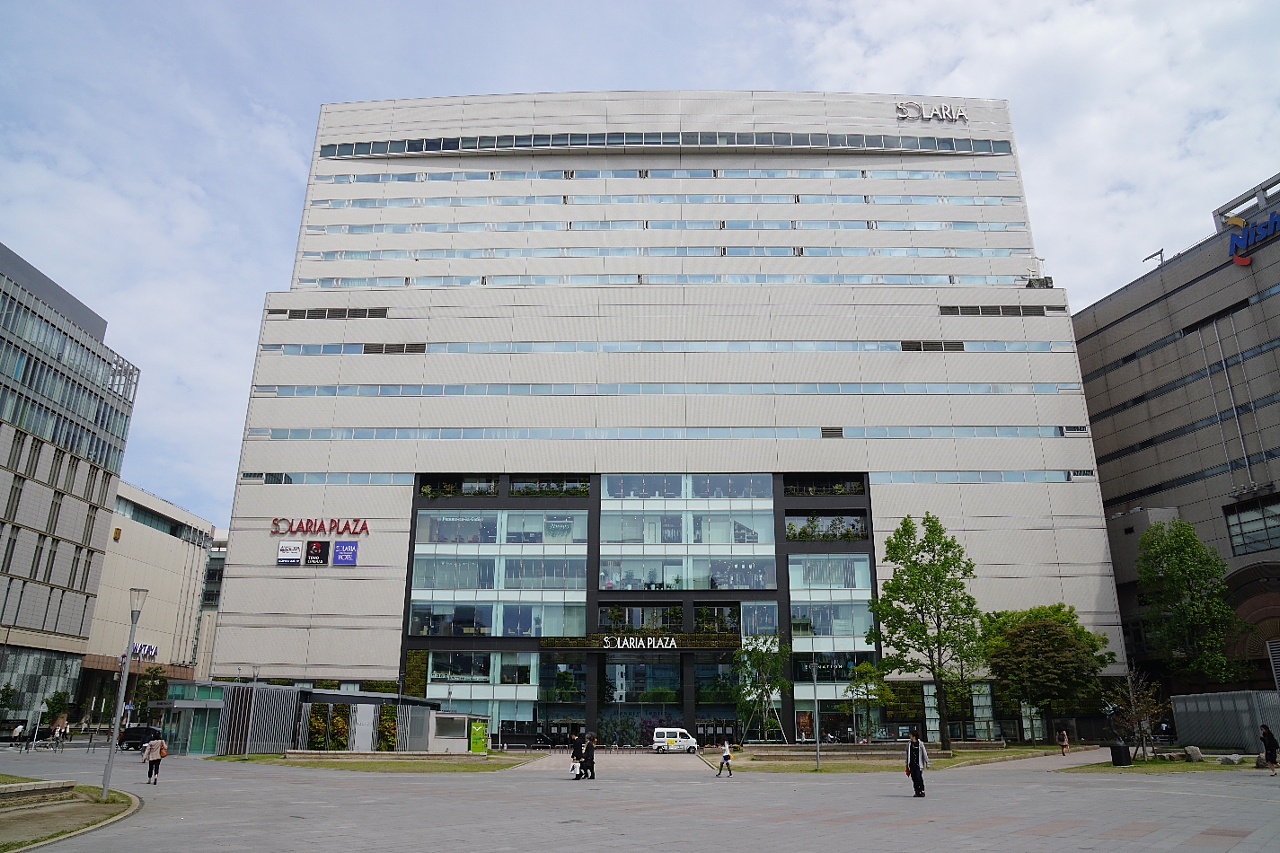
ソラリア西鉄ホテル福岡

株式会社西鉄シティホテル（にしてつシティホテル）は、かつて存在した西鉄グループのホテル運営会社。西日本鉄道の100%子会社で、福岡県福岡市中央区に本社を置いていた。
西鉄グループのシティホテルである西鉄グランドホテルとソラリア西鉄ホテル（現：ソラリア西鉄ホテル福岡）が2003年（平成15年）10月1日に合併して成立した会社で、上記2か所のホテルを管理運営していたほか、ソラリアリゾートシップ「マリエラ」、レストラン&バー「BLOSSO」の運営も行っていた。
2018年10月1日に親会社の西日本鉄道に吸収合併され解散。ホテルなどの運営事業は、「西鉄イン」・「西鉄ホテル クルーム」・福岡市以外の「ソラリア西鉄ホテル」を運営していた西鉄ホテルズが会社分割にて継承した。

## 西鉄グランドホテル
- 所在地：福岡市中央区大名二丁目6番60号
- 企業設立：1967年（昭和42年）5月22日
- 開業：1969年（昭和44年）4月21日[3]
- 営業所：東京営業所（東京都千代田区）

## ソラリア西鉄ホテル福岡
- 所在地：福岡市中央区天神二丁目2番43号
- 企業設立：1988年（昭和63年）2月
- 開業：1989年（平成元年）5月

「ソラリア西鉄ホテル」として開業。2018年1月から大々的な改装を行い、2018年9月1日にホテル名を現行の「ソラリア西鉄ホテル福岡」と改名した。

## ソラリアリゾートシップ マリエラ
- 出港地：ベイサイドプレイス博多埠頭（福岡市博多区）
- 運行開始：1993年（平成5年）4月18日（レストランシップ マリエラとして）（2017年5月リニューアル[5]）

## レストラン&バー「BLOSSO（ブロッソ）」
- 所在地：福岡市中央区天神一丁目16番1号（西鉄イン福岡13F）
- 開業：2007年（平成19年）7月

## 沿革
- 1967年（昭和42年）5月22日 - 株式会社西鉄グランドホテル設立（ホテル経営）。
- 1969年（昭和44年）4月21日 - 西鉄グランドホテル開業[3]（福岡市大名町の旧西鉄本社跡地）。
- 1988年（昭和63年）2月22日 - 株式会社ソラリア西鉄ホテル設立。
- 1989年（平成元年）5月27日 - ソラリア西鉄ホテル開業（ホテル運営受託）。
- 1999年（平成11年）
  - 2月4日 - 株式会社西鉄ホテルシステムズ（ホテル経営）設立[6]。
  - 4月1日 - 西鉄ホテルシステムズが西鉄グランドホテルを吸収合併。同時にホテル運営受託会社として、新たに株式会社西鉄グランドホテル設立。
- 2003年（平成15年）10月1日 - 西鉄グランドホテルがソラリア西鉄ホテルを吸収合併。商号を株式会社西鉄シティホテルへ変更。
- 2007年（平成19年）
  - 5月1日 - レストランシップ「マリエラ」の運営を西鉄本体から移管。
  - 7月25日 - 西鉄イン福岡13Fに「レストラン＆バー『BLOSSO』」開店[7]。
- 2009年（平成21年）
  - 3月 - 楽天市場にて西鉄グランドホテルインターネットショップ開設。
  - 7月1日 - 西鉄シティホテルを存続会社として、西鉄ホテルシステムズと合併。[8]
- 2017年（平成29年）5月 - 「レストランシップ マリエラ」を「ソラリアリゾートシップ マリエラ」としてリニューアル、就航開始[5]。
- 2018年（平成30年）
  - 9月1日 - 「ソラリア西鉄ホテル」のホテル名称を「ソラリア西鉄ホテル福岡」へ変更[1][4]。9月でレストランの改装も完了し、同年10月1日からリニューアルオープンする。
  - 10月1日 - 西日本鉄道に吸収合併され解散。ホテルなどの運営事業は西鉄ホテルズが会社分割にて継承。